# Esquelet

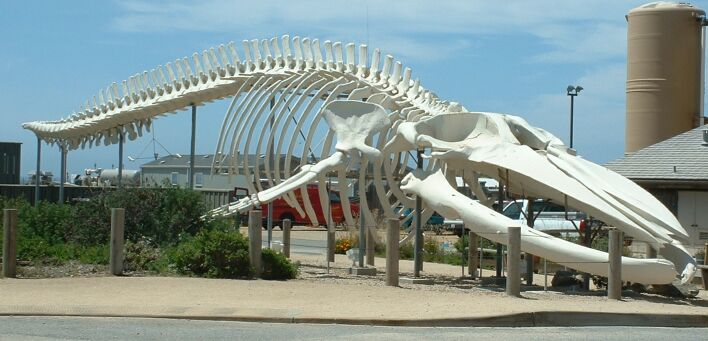
Esquelet d'un rorqual blau

En biologia, un esquelet és una carcassa rígida que proporciona la protecció i l'estructura en molts tipus d'animals, en particular els del cordats i els dels ecdisozous. Els exoesquelets són externs, i són típics de molts invertebrats; contenen els teixits tous i òrgans del cos, i, atès que no creixen, a mesura que l'animal ho fa poden desprendre's periòdicament per a tornar a formar-se. Els endoesquelets són interns, i són típics de molts vertebrats; solen estar envoltat per la pell i la musculatura, tot i que sovint inclouen a dins seu els òrgans vitals. Els endoesquelets són punts de fixació de la musculatura; actuen com a palanca per al moviment, i, en molts animals, contenen medul·la òssia, la qual produeix cèl·lules sanguínies. Els esquelets poden estar mineralitzats o no: així, els esquelets humans estan calcificats, mentre que els dels taurons són cartilaginosos, i poden ser articulats per a donar flexibilitat i mobilitat, o bé rígids per a donar resistència estructural.

## Tipus i classificació
Els sistemes esquelètics es classifiquen habitualment en tres tipus: 
- Externs (exoesquelet)
- Intern (endoesquelet)
- Esquelet fluid o hidroestàtic.
- Esquelet de sals i minerals
- Esquelet quitinós
- Esquelet axial

Aquests últims no tenen la capacitat de suportar estructures importants.

### Esquelet extern
Els sistemes externs suporten proporcionalment més pes que els endoesquelets de la mateixa mida, per aquesta raó els animals més grans, com els vertebrats tenen sistemes esquelètics interns.
Els principals exemples d'exoesquelet es donen entre els artròpodes, alguns invertebrats, en què l'exoesquelet forma una closca o estructura externa que protegeix els òrgans interns.
Tenint en compte que els exoesquelets limiten el creixement de l'animal, les espècies amb aquesta característica han desenvolupat evolutivament variades solucions. La majoria dels mol·luscs tenen closques calcàries que acompanyen el creixement de l'animal mitjançant creixement en el diàmetre mantenint la seva morfologia. Altres animals, com ara els artròpodes abandonen el vell exoesquelet en créixer, procés que es coneix com a "muda". El nou exoesquelet s'endureix mitjançant processos de calcificació i esclerotització.
L'exoesquelet d'un artròpode presenta freqüentment extensions internes, que es coneixen com a endosquelètiques, encara que no constitueixin veritablement un endoesquelet.
Molts tàxons produeixen exoesquelets, els quals són compostos per una gamma de materials. Ossos, cartílags, o la dentina són emprats pels peixos ostracoderms i tortugues. La quitina forma l'exoesquelet dels artròpodes (insectes, aràcnids, crustacis, com els crancs i llagostes) així mateix aquesta substància és present en alguns fongs i bacteris, per bé que no formen estructures típiques d'esquelet. El carbonat de calci constitueixen les closques dels mol·luscos, braquiòpodes, i alguns tubs creats pels cucs poliquets. el sílice (diòxid de silici) forma l'exoesquelet en les diatomees microscòpiques i radiolaris.
Alguns organismes, com alguns dels foraminífers, formen exoesquelets aglutinant grans de sorra i petxines cap a l'exterior. Contràriament a la creença popular, els equinoderms no posseeixen un exoesquelet, ja que aquest és sempre contingut dins d'una capa de teixit viu.
Els exoesquelets han evolucionat de forma independent en moltes ocasions, divuit llinatges diferents han evolucionat produint un exoesquelet calcificat de forma independent. A més, altres llinatges han produït recobriments durs externs anàlegs a un exoesquelet, com alguns mamífers (construït a partir d'os en l'armadillo, i de pèl en el pangolí) i en rèptils (com les tortugues i les armadures dels ancilosaure es construeixen d'os, els cocodrils, que tenen escates òssies i escates còrnies).

### Esquelet intern
Un esquelet intern consisteix en estructures rígides o semi-rígides dins del cos, que es mouen gràcies al sistema muscular.
Si aquestes estructures estan mineralitzades o ossificades, com en els humans i altres mamífers, se'ls anomena os. Un altre component del sistema esquelètic són els cartílags, que complementen la seva estructura. En els éssers humans, per exemple, el nas i orelles estan sustentades per cartílag. Alguns organismes tenen un esquelet intern compost enterament de cartílag, sense ossos calcificats, com en el cas dels taurons. Els ossos i altres estructures rígides estan connectades per lligaments i unides al sistema muscular a través de tendons.
L'esquelet de l'home és intern, per tant es denomina endoesquelet, és una estructura que està unida per ossos, els quals formen una carcassa resistent i al mateix temps dona articulacions.
Troben endoesquelets en tres embrancaments i una subclasse d'animals: Chordata, Echinodermata, Porifera i Coleoidea.
El veritable endoesquelet deriva del teixit del mesoderma, i és característic dels dels equinoderms i cordats.
Els endoesquelets de l'embrancament Porifera consisteixen en espícules microscòpiques de calcita o silici o també pot consistir en una xarxa d'espongina. Per la seva part els Coleoidea no tenen el que es pot considerar un veritable endoesquelet; consisteix més aviat en un exoesquelet d'un mol·lusc que va evolucionar en estructures internes, sent la petxina de la sípia un clar exemple.
L'endoesquelet permet al cos moure's, a més de tenir la funció de donar forma a l'animal, permet la fixació de músculs i tendons i protegeix el sistema nerviós. En els vertebrats superiors, també protegeix la majoria dels òrgans vitals.
Un dels avantatges de l'endoesquelet sobre l'exoesquelet és el major suport estructural que atorga.

### Esquelet fluid o hidroestàtic
L'hidroesquelet consisteix en una cavitat plena de fluid, celòmic o pseudocelòmic, envoltada de músculs. La pressió del fluid i l'acció dels músculs que l'envolten, serveixen per canviar la forma del cos i produir un moviment com ara cavar o nedar. La successiva contracció de diversos metàmers, que estan proveïts de feixos de fibres musculars circulars i longitudinals, estirant i engrossint parts del cos, li permeten desplaçar-se en horitzontal. Els esquelets hidroestàtics tenen un rol en la locomoció dels equinoderms (estrelles de mar, eriçons de mar), anèl·lids, nematodes i altres invertebrats. El hidroesquelet té similituds amb els músculs hidroestàtics.
És característic d'organismes celomats com els anèl·lids. Aquests animals poden moure's contraient els músculs que envolten la borsa de fluids, creant una pressió dins de la mateixa que genera moviment. Alguns cucs de terra usen el seu esquelet hidroestàtic per canviar de forma mentre avancen, contraient i dilatant el seu cos.

### Esquelet axial
L'esquelet intern dels osteïctis està calcificat, amb l'excepció dels esturions, que és cartilaginós. Està compost per l'esquelet axial (columna vertebral), l'esquelet cefàlic (cap), l'esquelet zonal (les dues cintures que s'ancoren a les aletes pelvianes i toràciques respectivament) i l'esquelet apendicular (aletes).

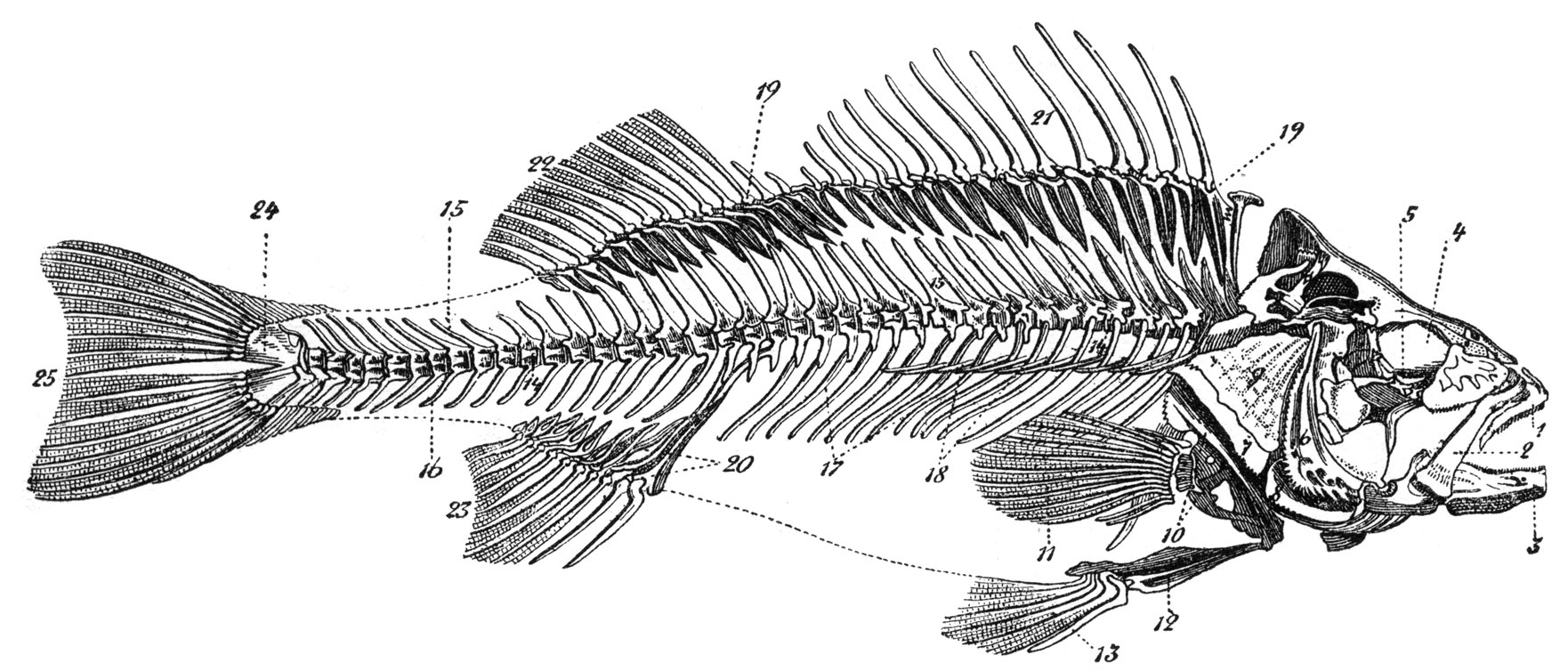
Esquelet generalizat d'un osteïcti

L'esquelet axial està format per la columna vertebral, que se subdivideix en regió troncal (conjunt de vèrtebres que presenten costelles i manquen d'arc hemal) i regió caudal (conjunt de vèrtebres que manquen de costelles i presenten arc hemal). Les vèrtebres estan ossificades i presenten un canal central molt petit pel que discorre la notocorda, present també als coixinets situats entre les vèrtebres. Cada una és còncava per davant i per darrere, i posseeixen damunt un arc neural (pel que passa el cordó nerviós) i per sota un arc hemal (pel que passa un vas sanguini i present només a l'esquelet axial caudal).
El tipus de vèrtebres que es troben als peixos cartilaginosos són les amficèliques, i resulten útils per a la natació, conferint flexibilitat a l'esquelet axial. La notocorda queda comunicada pel centre de cada vèrtebra, els coixinets entre vèrtebra i vèrtebra no estan aïllats. A la regió troncal hi ha dos tipus de costelles: les ventrals i les dorsals. Les ventrals són homòlogues a les dels tetràpodes. Al septe horitzontal de teixit conjuntiu que separa la musculatura ventral de la dorsal apareix el joc dorsal de costelles.

## L'esquelet humà

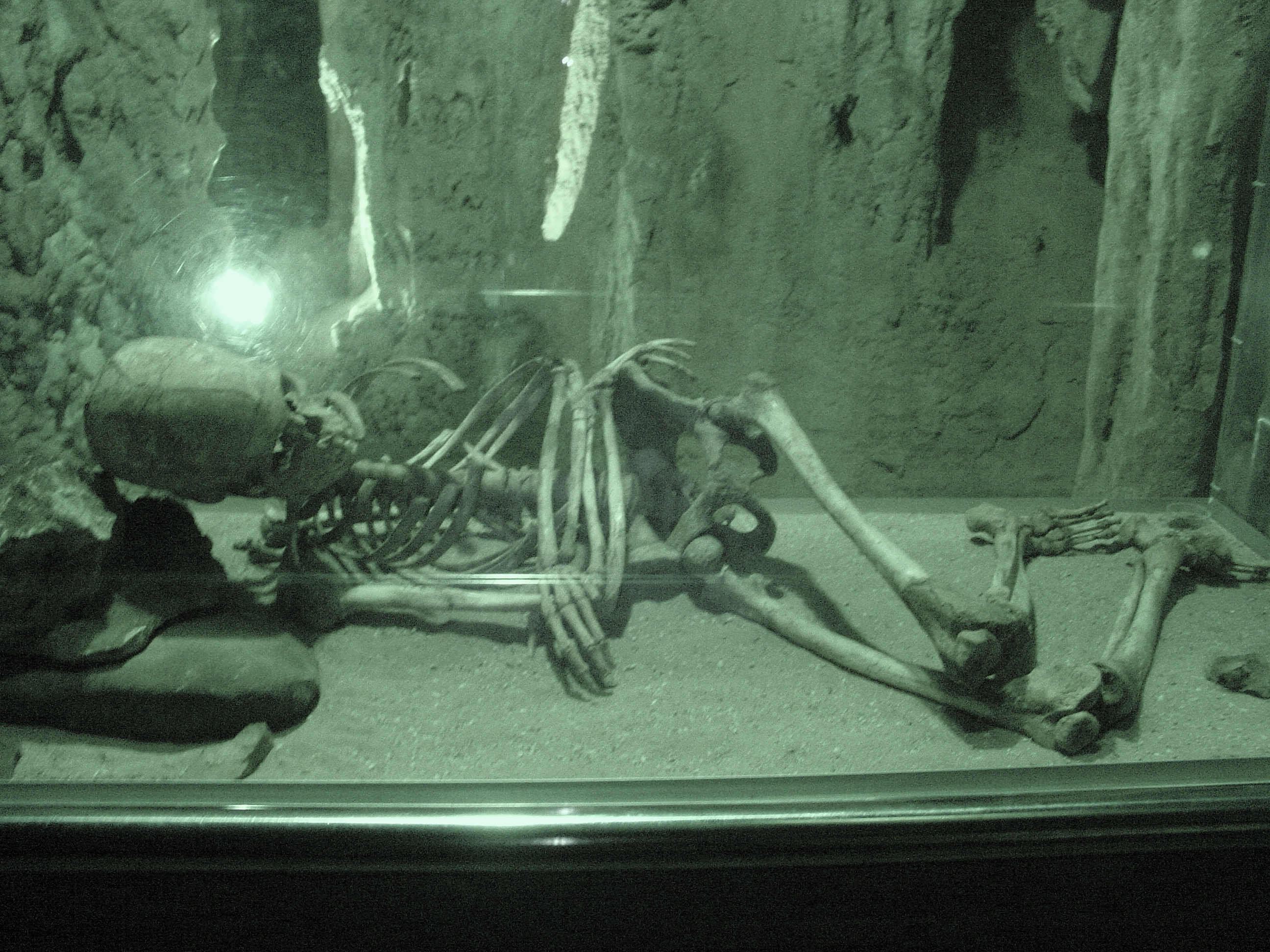
Esquelet humà a les Coves de Nerja (Màlaga).

L'esquelet humà adult té 206 ossos, alguns dels quals són fusionats (com ara els de la pelvis i els del crani) que es complementen amb els lligaments, tendons, músculs i cartílags. Fa la funció d'una carcassa que recolza els òrgans, ancora els músculs i protegeix òrgans com per exemple el cervell, els pulmons i el cor. En un adult, l'esquelet representa un 13% del pes total del cos, tot i que la meitat d'aquest pes és aigua. L'os més gran del cos humà és el fèmur, i el més petit, l'estrep, a l'orella interna.
No tots els ossos estan directament interrelacionats: n'hi ha tres en cadascuna de les orelles mitjanes, anomenats "ossicles", que només s'articulen els uns amb els altres. L'os hioide, que es troba al coll i serveix com a punt d'ancoratge per a la llengua, no s'articula amb cap altre os del cos, i només compta amb el suport dels músculs i lligaments.
Un dels esquemes per a l'estudi de l'esquelet humà és l'esquelet axial, que són els ossos situats a la línia mitjana o eix, i ells suporten el pes del cos com la columna vertebral. S'encarreguen principalment de protegir els òrgans interns.

### Esquelet àxial humà
L'esquelet axial de l'home, el componen 80 ossos aproximadament: 
- Ossos de la columna vertebral (raquis): 26 ossos aproximadament 
  - Cervicals (coll): 7
  - Toràcics: 12
  - Lumbars: 5
  - Sacre: 1 (format per la fusió de 5 vèrtebres)
  - Còccix: 1 (format per la fusió de 4 vèrtebres)
- Ossos del cap: 29 ossos 
  - Crani: 8
  - Cara: 14
  - Oïda: 6
  - Hioide: 1 (únic os no articulat amb l'esquelet)
  - Ossos del tòrax (25)
- Costelles: 24 (12 parells)
- Estèrnum: 1

Esquelet apendicular:
Són tots els ossos que es troben al apèndixs o a les extremitats del esquelet.
Extremitats superiors (braços) i extremitats inferiors (cames).

## Ossos i cartílags

### Os
L'os és un teixit conjuntiu, de notable elasticitat, lleuger i de gran duresa. Compost per cèl·lules especialitzades i fibres que formen una matriu. Es divideixen en llargs (com els del fèmur), amples (com l'omòplat), i curts (com els del puny). Els llargs consten de cos o diàfisi (part dura i compacta, amb una cavitat interior ocupada per la medul·la o moll, de color groc) i de dos extrems o epífisis. L'estructura dels ossos amples i curts és semblant a la de la diàfisi dels llargs (les vèrtebres i els ossos de la cara presenten formes molt irregulars).
Les prominències arrodonides que als extrems d'un os encaixen dins la conca d'un altre són anomenades còndils (o caps, si són grosses i esfèriques) i, les seves eminències, apòfisis.
La membrana de teixit conjuntiu que embolcalla l'os rep el nom de periosti i és fonamental per a la formació del teixit ossi. Aquest consta de tres tipus de cèl·lules (els osteoblasts, els osteòcits i els osteoclasts) i de la substància fonamental, integrada per la fracció col·làgena i la fracció no col·làgena (constituïda principalment per mucopolisacàrids), i que, pel fet d'estar calcificada, confereix la duresa característica al teixit ossi.

### Cartílag
El teixit cartilaginós és un tipus de teixit conjuntiu (també anomenat teixit connectiu) altament especialitzat, formats per condròcits i condroblasts, fibres col·làgenes i elàstiques i matriu extracel·lular. Es diu cartílag a les peces formades per teixit cartilaginós. És un teixit que no té vasos sanguinis, nervis ni vasos limfàtics.
Els cartílags serveixen per acomodar les superfícies dels còndils femorals a les cavitats glenoidees de la tíbia, per amortir els cops del caminar i els salts, per prevenir el desgast per fregament i, per deformació, per permetre els moviments de l'articulació del genoll. És una estructura de suport i dona certa mobilitat a les articulacions. també fan la funció de cobrir les terminacions òssies en les articulacions.

### Diferències segons el sexe
Hi ha diverses diferències entre els esquelets d'homes i dones; la més destacada és la diferència en la pelvis, a causa de les característiques necessàries per al part. La pelvis femenina és més plana, més arrodonida i proporcionalment més gran per a permetre el pas del cap d'un fetus. Els homes tendeixen a tenir les extremitats, com també els ossos de mans i peus (falanges), lleugerament més gruixuts i llargs, mentre que les dones tendeixen a tenir una caixa toràcica més estreta, mandíbules menys anguloses, característiques cranials menys pronunciades, com per exemple les crestes de les celles i la protuberància occipital externa (el petit bony en la part posterior del crani). Les dones també tendeixen a tenir omòplats més arrodonits.

### Malalties
L'esquelet humà pot patir diverses malalties; algunes de les més habituals en són l'osteoporosi i l'artrosi. Aquí s'enumeren algunes malalties i accidents que afecten el sistema esquelètic:
- Fractures
- Osteomielitis: Infecció de la medul·la òssia i del teixit ossi contigu.
- Osteonecrosi o necrosi òssia: Mort de les cèl·lules d'una part o de tot un os.
- Càncer ossi primari
- Osteosarcoma: El sarcoma és el nom genèric que reben els tumors malignes del teixit conjuntiu i de sosteniment, així osteosarcoma es refereix als tumors malignes del teixit ossi.
- Osteomalàcia: Reblaniment del teixit ossi, provocat per una deficient calcificació, es manifesta per fragilitat, flexibilitat i deformitat dels ossos i per forts dolors.
- Raquitisme: Afecció pròpia del nadó lactant, es caracteritza per una distròfia òssia deguda a una defectuosa mineralització de l'os.
- Osteoporosi: Afecció caracteritzada per un aprimament de les trabècules i de la membrana cortical dels ossos, amb eixamplament dels espais medul·lars.
- Osteopetrosi: literalment ossos de pedra, rara malaltia congènita en la qual els ossos són massa densos.
- Osteogènesi imperfecta: Malaltia hereditària caracteritzada per una formació defectuosa de la matriu òssia, la qual cosa comporta una gran fragilitat dels ossos.
- Acromegàlia: Malaltia originada per l'existència d'un tumor hipofisiari productor de l'hormona del creixement, que ha aparegut a l'edat adulta. Es caracteritza generalment per un creixement de les mans, els peus, la mandíbula i, en general, de totes les parts distals.
- Acondroplàsia: Defecte congènit. És caracteritzada per una manca de creixement dels ossos en longitud junt amb un engreixament periòstic; produeix un nanisme que afecta solament les quatre extremitats.
- Nanisme:
- Saturnisme i toxicitat de metalls pesants : el saturnisme és la intoxicació aguda o crònica pel plom. Aquestes intoxicacions afecten en gram mesura al teixit ossi.
- Siringomièlia: Afecció de la medul·la espinal caracteritzada anatòmicament per la formació de cavitats a l'interior d'aquesta.
- Escoliosi: Desviació lateral del raquis, que adopta una forma sinuosa.

## Ortopèdia
L'ortopèdia i la traumatologia és l'especialitat mèdica que s'ocupa de l'estudi, desenvolupament, conservació i restabliment de la forma i de la funció de les extremitats, la columna vertebral i les seves estructures associades, per mitjans mèdics, quirúrgics i físics.
Existeixen evidencies que les malalties òssies i accidents relacionats amb aquests són presents des dels albors de la humanitat, així i per exemple en el fèmur de l'home de Java (Pithecanthropus erectus), durant molt de temps considerat com el fòssil d'espècimen humà més antic, té un osteocondroma benigne implantat en la seva extremitat inferior i en el cúbit de l'esquelet de l'home de Neanderthal pot observar-se una fractura consolidada amb molt bona posició dels fragments.
L'home paleolític, amb un membre fracturat, l'immobilitzava d'una manera instintiva. Molt aviat es va concebre la possibilitat d'obtenir una immobilització millor i amb ella un alleujament més complet, utilitzant una fèrula rudimentària amb els elements que estaven al seu abast. L'ús de la immobilització obtinguda així, es va projectar en la història com un procediment general. A l'edat del ferro ja es troben les primeres evidències de la cirurgia òssia. Un procediment quirúrgic practicat gairebé universalment entre les races primitives, va ser la trepanació, inspirada en la creença de la possessió dels esperits malignes per a l'expulsió era necessari perforar la volta del crani. En molts països s'han trobat cranis neolítics amb orificis de trepanació en els que la formació d'os nou demostra acabadament que els pacients sobrevivien a l'operació. A Suïssa, a Polònia, a Dinamarca, a Suècia, a França i a l'Amèrica precolombina, entre els inques, els maies, etc.
En alguns murals de l'antic Egipte, s'observen figures de nans acondroplàsics en què la proporció entre el tronc i els membres permet distingir fàcilment de les altres formes del nanisme. En el papir d'Ewing Smith (escrit 1600 aC, i basat, segons sembla, en obres encara més antigues) descriu 48 casos, tots típics i ordenats, començant per les lesions del cap. Indicant com es reduïen les luxacions de la mandíbula, exactament de la mateixa manera que ho fa la medicina moderna. Les fractures de la clavícula, del braç, del coll, es descriuen minuciosament. La primera dada que es té de l'existència de les crosses, s'ha trobat al portal de la tomba de Kirkouf, construïda 2800 aC.
A Grècia l'activitat quirúrgica es remunta cronològicament fins als mites homèrics, i és a Grècia on el metge ha començat a pensar en termes mèdics, contràriament a altres països on la medicina es confonia amb la religió. En el segle iii aC, els anatomistes d'Alexandria, entre els quals cal recordar Heròfil, van contribuir per primera vegada al coneixement millor de l'anatomia a través de les disseccions. Però el més important de tots els textos grecs, és aquest grup extraordinari de llibres escrits en diversos intervals, entre el segle iv aC i el segle i, i conegut a la història amb l'home del metge al qual van ser atribuïts: Corpus Hipocraticus. És el primer tractat de medicina que té base científica sòlida. El diagnòstic i el tractament de les fractures es va trobar en dos dels llibres 
esmentats: De les fractures i les articulacions. Amb molt poques excepcions, els mètodes de tractament arribaven a un nivell superior. Es reconeixia el significat dels símptomes amb una notable agudesa, es prescrivien mètodes de tracció per reduir la fractura dels ossos llargs, es descrivien embenats i fèrules amb els seus diferents usos, barrejada a substàncies gelatinoses que es feien servir per reforçar els embenats.
A Roma a través dels treballs de Galè i Hipòcrates, Soranus, d'Efes, va descriure en el segle i, per primera vegada, el raquitisme i Heliodor en aquest mateix període, va descriure la primera amputació a penjall.
Durant l'edat mitjana, període de transició entre Galè i els àrabs, cal destacar Paul d'Aegina, segle vii, que va culminar en els seus esforços en el seu Setè llibre, i va ser a través d'ell que els àrabs van rebre el seu coneixement de la medicina grega i romana. Els seus tractats reeditats de manera constant van ser durant segles, els textos que exercien influència dominant en la literatura mèdica. En el seu llibre VI es troben importants referències a les fractures i luxacions. Descriu la fractura de la ròtula i el seu tractament i els seus consells sobrevenir fins a l'adveniment de la tècnica quirúrgica en el segle xix.
De l'Escola de Salern ens arriba Roger de Parma, que va escriure el primer gran llibre de text sobre cirurgia que té la literatura mèdica de l'oest. Aquest llibre va aparèixer al final del segle xii, i està dominat per la influència grega i àrab, i en ell es troben descrits nombrosos capítols referents al diagnòstic de les fractures, al seu tractament, a les lesions del cuir cabellut, a les fractures de crani, etc. L'escola de Salerm fou seguida per la de Bolonya on destaca Guglielmo de Saliceto. En el segle xiv trobem a Guy de Chauliac, professor a la Universitat de Montpeller, en el seu llibre La Grande Chirurgie, descriu per primera vegada l'ús de les peses i de les politges per a la tracció contínua en el tractament de les fractures de fèmur.
La introducció de la bala de canó a la batalla de Crécy, el 1346, va marcar el començament d'un nou tipus de lesions del sistema esquelètic, no sols més extenses i més greus, sinó que també més nombroses. Això va portar com a conseqüència el naixement d'una preocupació més gran en els exèrcits per una assistència mèdica adequada.
En el renaixement se senten les bases per l'impuls de la ciència mèdica, segle xvii es caracteritza per l'auge de les investigacions anatòmiques i el segle xviii el progrés assoleix nivells singulars: és en aquest període que en realitat la cirurgia ortopèdica es va establir com una branca de la medicina, requerint per a si una activitat especialitzada i independent, l'aparició del primer llibre en el qual alguns dels problemes bàsics de l'ortopèdia van ser agrupats en un capítol especial i considerats amb especial atenció per un professor de Medicina, i el segon, la creació de la primera clínica destinada exclusivament al tractament d'esguerrats (l'hospital d'Orbe, Suïssa, inaugurat el 1790 per Juan André Venel).
El segle xix els avenços tècnics propicien un auge en els coneixements de la medicina, l'experiència clínica es va fer més nombrosa gràcies a l'establiment d'organitzacions d'assistència especialitzada, cada vegada més nombroses, i s'accentuen els seus trets d'independència. Pasteur (1822-1895) i Koch (1843-1910) van fundar la bacteriologia. Lister, sota la influència dels treballs de Pasteur, inicia l'era moderna de l'antisèpsia a la sala d'operacions. Schaudinn descobreix l'agent de la sífilis. Wassermann la reacció diagnòstica i Ehrlich els arsenicals, i aquests tres descobriments van dominar ràpidament una malaltia la localització en l'aparell locomotor era molt freqüent. La fisiologia contribueix també amb un aspecte de gran valor: Cushing (1836), Flourens (1842) i Paget (1847), van establir per primera vegada les seqüències fonamentals del procés de reparació d'una fractura. Goods, el 1845, va descobrir el "call" i l'osteoblast al qual va anomenar constructor d'os. Virchow (1851) va establir la identitat o analogia que existeix entre els diferents teixits: ossi, cartilaginós i conjuntiu. I Müller (1858) va descobrir la calcificació en relació amb el creixement.L'osteoclast va ser descobert per Kölliker el 1873, que li va assignar una funció important en la osteoreabsorció. L'arquitectura de l'os va ser objecte d'estudis importants per Meier (1867), Culman i Wolff, que va publicar una monografia a aquest respecte al 1892. La naturalesa cel·lular del cartílag va ser descrita per Müller i la seva fisiologia per Schwann. Vonn, el 1763, havia estudiat l'estructura de la sinovial i el 1800, Bichat i Huete el 1866, van completar aquest estudi. Hall, neuròleg anglès, el 1833 va descriure el mecanisme de l'arc reflex espinal i va proposar la hipòtesi més endavant desenvolupada per Pavolv com a teoria dels reflexos condicionats. Bell descriure el sentit muscular i Sherrington publica els seus conceptes sobre innervació recíproca en una sèrie de treballs (1893-1909), que van ser importants contribucions en el camp de l'equilibri i de l'actitud de peu.
Pel que fa a la patologia de moltes malalties dels ossos i de les articulacions, durant el segle xix es van fer investigacions de gran interès i repercussió: Scarpa, Nelaton, Rodet i Lexer estudiar l'osteomielitis. La patologia de l'escorbut va ser estudiada per Müller a 1856-1860 i per Barlow el 1882. El 1887 Paget va publicar la seva clàssica descripció sobre l'osteïtis deformant. Rokitansky i Killian estudiar l'espondilolistesi. Nelaton, el 1860,descriu els tumors formats per les "cèl·lules gegants" descrites per primera vegada per Lebert. La patologia articular va ser descrita per Adams, el 1837, Garrod i Still i els conceptes moderns sobre l'artritis tuberculosa es deuen a Rokitansky. Hey, el 1803, publica un llibre sobre els trastorns mecànics de l'articulació del genoll i utilitza, per primera vegada, el terme de "internal derangement". Scarpa, el 1803, estudia la patologia del peu sancallós congènit i Dupuytren, el 1826, la luxació congènita del maluc. Mathijsen, el 1852, descriu per primera vegada l'ús dels embenats enguixats i el seu nom ha quedat lligat, definitivament, a un dels descobriments més importants d'aquest segle. Owen Thomas (1834-1891) va descobrir la fèrula que encara avui porta el seu nom. Va emprar la tracció de les parts toves i va advocar per la immobilització al tractament de les fractures, la qual cosa va conduir a una gran millora en els resultats.
El segle xx assisteix a l'apogeu d'aquesta branca de la cirurgia: El nombre d'hospitals especialitzats i de centres d'ortopèdia augmenta en tots els continents. Es funden societats científiques que agrupen els cirurgians dedicats a aquesta disciplina. Progressa el coneixement pel que fa al metabolisme, a les influències hormonals, es descobreixen les vitamines i els antibiòtics, progressa el coneixement sobre la fisiologia i la fisiopatologia de l'os, es desenvolupa en major escala el tractament quirúrgic gràcies a un millor coneixement de la malaltia i de la tècnica i el tractament de les fractures en particular arriba a un desenvolupament notable.